# Diplomingeniør
Diplomingeniør, også kaldet bachelor of engineering (BEng), er en fællesbetegnelse for en række danske (typisk) 3½-årige professionsbachelorer. Titlen diplomingeniør blev oprettet i 1993 og erstattede de to tidligere korte ingeniøruddannelser, akademiingeniør og teknikumingeniør.
Efter at have gennemført en diplomingeniøruddannelse, kan dimittenden få direkte adgang til kandidatdelen (de sidste 2 år) af civilingeniøruddannelsen.

## Historie
De to tidligere uddannelser, akademiingeniør og teknikumingeniør, havde hver deres faglige profil. Akademiingeniøruddannelsen var en kort, teoretisk uddannelse, der blev udbudt på Danmarks Ingeniørakademi (DIA) og Aalborg Universitet (AAU). Uddannelsen var primært rettet mod studenter. Teknikumingeniøruddannelsen var en kort, praktisk uddannelse, der primært var rettet mod unge med en teknisk baggrund (håndværkere etc.) Teknikumingeniøruddannelse blev udbudt på en række teknika rundt om i landet.
Med sammenlægningen var der en del kontrovers omkring uddannelsen. Den daværende undervisningsminister Ole Vig Jensen fremsatte bekendtgørelsen om diplomingeniøruddannelsen ved teknika i juli 1993. Den daværende landsformand for Ingeniør-Sammenslutningen, Jens Thompsen, udtalte i den forbindelse at:

Den korte uddannelse vil bygge på det bedste fra de to nuværende korte uddannelser. Desuden er vi tilfredse med, at det stadig er muligt for en håndværker at få en ingeniøruddannelse. Det er en gevinst for det danske erhvervsliv, der bestemt ikke vil undvære denne kombination af ånd og hånd.
Dansk Industri havde dog nogle protester, efter at ministeren havde offentliggjort sit reformforslag. Protesterne resulterede dog kun i mindre ændringer.
Den seneste ændring af diplomingeniøruddannelsen kom i 2002, hvor de primære ændringer var affødt af lov om mellemlange videregående uddannelse. Med denne lov blev en lang række ekstrauniversitære uddannelser samlet under én lovhjelm.
Den eneste reele ændring i forbindelse med 2002 bekendtgørelsen var, at den 4½ årige eksportingeniøruddannelse blev lagt under diplomingeniørbekendtgørelsen. Eksportingeniørerne havde indtil da haft deres egen bekendtgørelse. For diplomingeniørbekendtgørelsen betød det, at undervisningsministeren kunne godkende diplomingeniøruddannelser af længere varighed end de normale 3½ år.